# Ralph Morgenstern

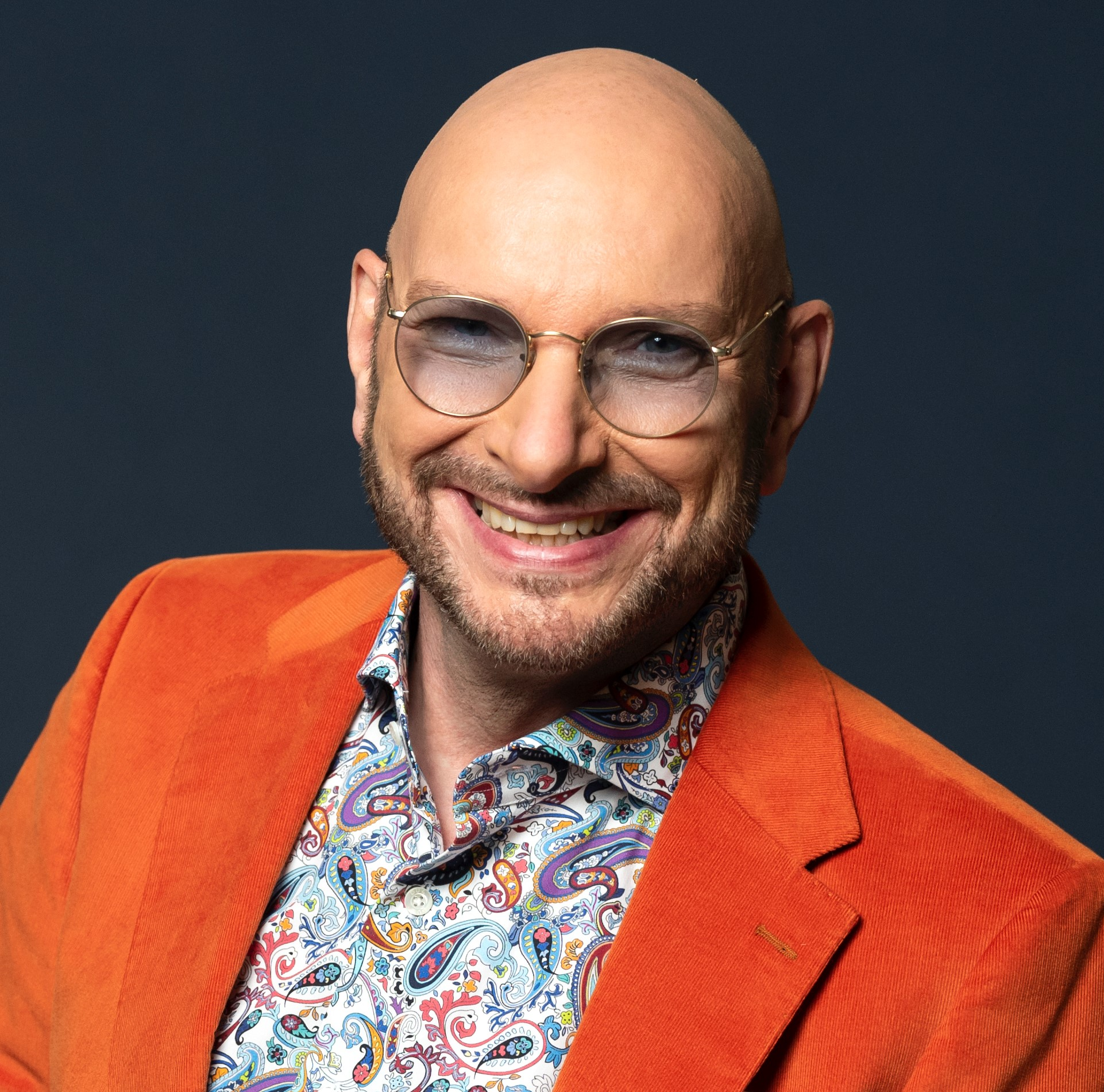
Ralph Morgenstern (2019)

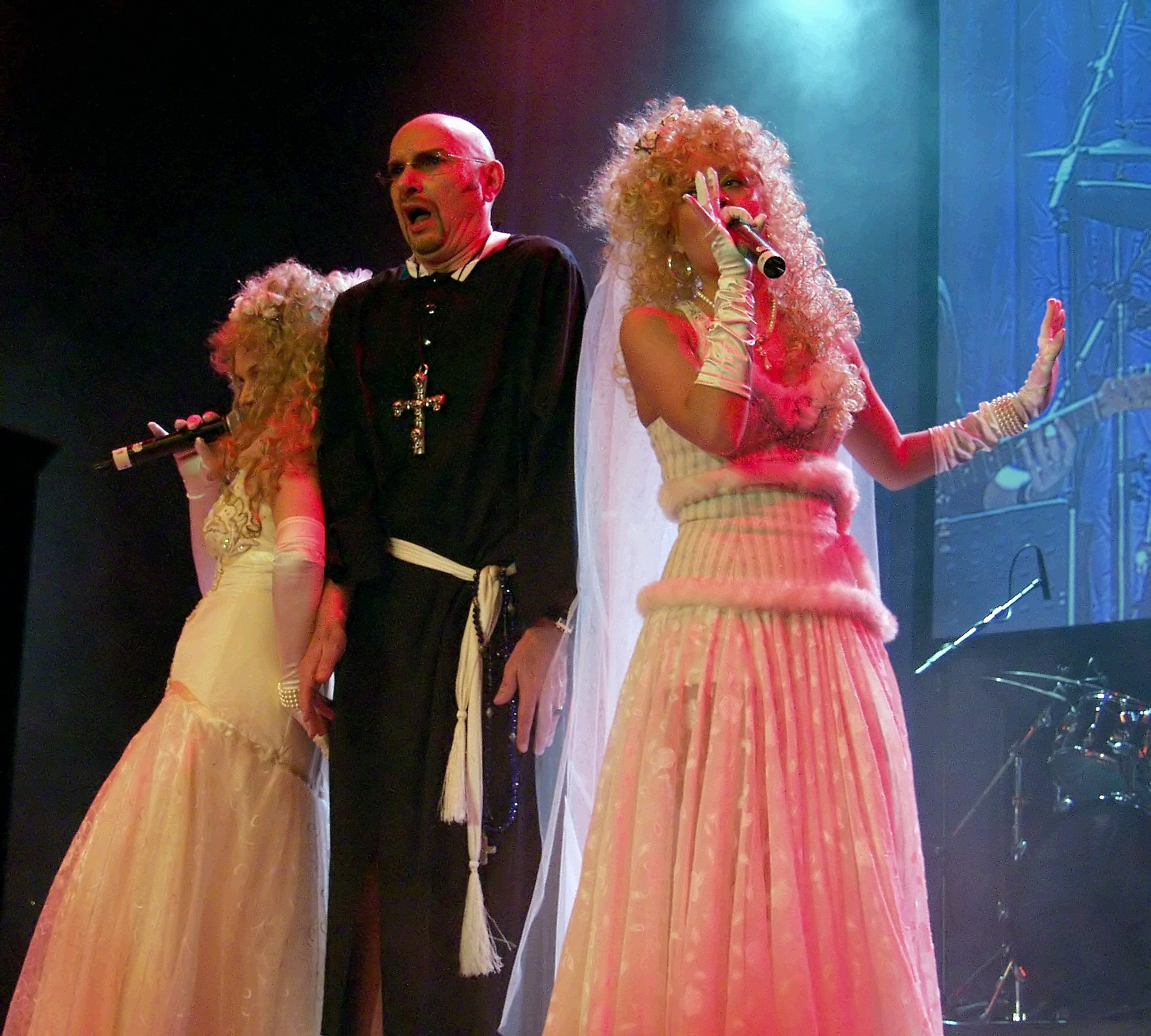
Bei „Cover me“ 2007

Ralph Morgenstern (* 3. Oktober 1956 in Mülheim an der Ruhr) ist ein deutscher Moderator, Sänger und Schauspieler.

## Leben
Morgensterns Eltern waren beide musikalisch, seine Großtante war Sängerin an der Kölner Oper, und der Schauspieler Harry Piel war sein Großonkel. Morgenstern begeisterte sich früh für Gesang und Schauspiel, schloss aber seinen Eltern zuliebe eine Ausbildung als Erzieher ab. Die Alkoholkrankheit des Vaters überschattete zeitweise seine Jugend.
Aus Liebe zu einem Mann zog Morgenstern als 20-Jähriger nach Köln. Dort gründete er bald darauf die Band Gina X Performance, die von Bernd „Zeus“ Held, dem Keyboarder der Band Birth Control, und Martin Hömberg produziert wurde. Mit der Band veröffentlichte er drei LPs (Nice Mover 1978, X-Traordinare 1980 und Voyeur 1982). In dieser Zeit wirkte er auch bei einer Reihe von Experimentalfilmen von Hinrich Sickenberger mit und präsentierte sich bei Kunstmessen in Köln und Basel als Performancekünstler; zum Beispiel zusammen mit Maf Räderscheidt – die auch das Cover der letzten LP gestaltete – und Sickenberger 1979 bei Kunst kommt nicht von Brot, und 1986 mit der Installation Farbe bekennen – 41 Jahre Rosa Winkel. Zur Zeit seiner Musikkarriere nahm er Kokain, beendete den Konsum jedoch Anfang der 1990er Jahre.
In den 1980er Jahren übernahm Morgenstern erste kleinere Rollen im WDR-Fernsehen und beim Theater. Im Kölner Theater in der Filmdose spielte er in Geierwally (1984–1986) und Sissi – Beuteljahre einer Kaiserin (1989–1990) unter der Regie von Walter Bockmayer. Neben seiner Arbeit für das Theater und mehreren Deutschlandtourneen übernahm er seine erste Filmrolle in Im Himmel ist die Hölle los (1983). Es folgten die Verfilmungen Die Geierwally, Ein Mann für gewisse Stunden (ARD, 1996), Gisbert (ARD, 1998, Regie: Hape Kerkeling) und I love you baby (1998).
Seine Karriere beim Fernsehen begann 1992 bei RTL, wo er zusammen mit Hella von Sinnen und Dada Stievermann die Filmdosenshow moderierte. Kurz darauf folgten die ersten eigenen Fernsehshows XOV bei VOX (1993), Klatschmohn (1994) im WDR und schließlich die Show Kaffeeklatsch (1995–2002) im ZDF, die 2001–2007 zu Blond am Freitag weiterentwickelt wurde. Des Weiteren spielte er 1998 in der ZDF-Sitcom Schöne Aussichten die Hauptrolle und war von 2005 bis 2007 (3 Staffeln) in den Sommermonaten wöchentlich im ZDF-Fernsehgarten als Society-Experte zu Gast sowie auch unregelmäßig in der Saison 2010 bis 2012. Außerdem war er bei der ZDF-Frühlingsshow 2010 bis 2015 als Society-Experte zu Gast.
Dem Theater ist Ralph Morgenstern trotz seiner zahlreichen Arbeiten für Film und Fernsehen immer treu geblieben. Von 1992 bis 1999 zählte er zum festen Ensemble am Kölner Schauspielhaus. Dort spielte er in verschiedenen Inszenierungen, u. a. in Tankstelle der Verdammten (1994), Mephisto (1997), Faust (1996) und Die Banditen (Oper Köln, 1999). Morgenstern wurde von der Musikalischen Komödie der Oper Leipzig für das Musical Kiss me Kate von Cole Porter von September 2006 bis 2008 engagiert. Von 2008 bis 2009 spielte er die Edna Turnblad in der deutschsprachigen Erstaufführung des Musicals Hairspray im Theater St. Gallen, Schweiz.
Im Jahre 1997 wurde die von ihm moderierte Sendung Kaffeeklatsch für die Rose d’Or nominiert, 2004 die Sendung Blond am Freitag und im November 2006 erhielt er zusammen mit Christoph Maria Herbst die Auszeichnung „Spitze Feder“ in Mülheim an der Ruhr. 2014 wurde Morgenstern auf dem Christopher Street Day in Duisburg mit dem Akzeptanzpreis ausgezeichnet, überreicht vom Oberbürgermeister der Stadt Duisburg Sören Link (SPD), für seine herausragende Arbeit für Vielfalt, Verständigung und Akzeptanz von homosexuellen Menschen. 2019 erhielt Morgenstern in Berlin den „Ehren-Stöckel“. „Seine multimediale Karriere sorgt seit über 40 Jahren für eine beispiellose LGBTIQ-Sichtbarkeit“, so die Begründung der TfD.
Ab Januar 2011 betrieb Morgenstern zusammen mit seiner Tochter Jadwiga (geboren 1983) ein Café in der Kölner Innenstadt. Er gab dies am 20. Januar 2013 auf, um sich wieder mehr der Arbeit am Theater zu widmen. Seit Oktober 2013 lebt Morgenstern in Berlin-Charlottenburg.

## Theater (Auswahl)
- 1984–1986: Geierwally (Theater in der Filmdose, Köln, Schauspielhaus Düsseldorf, Thalia Theater Hamburg, Theater der Welt 1985, Berlin)
- 1989–1991: Sissi – Beuteljahre einer Kaiserin (Theater in der Filmdose, Köln, Theater Bremen, Theaterhaus Stuttgart, BKA-Theater Berlin)
- 1994: Tankstelle der Verdammten (Kölner Schauspielhaus)
- 1997: Mephisto (Kölner Schauspielhaus)
- 1996: Faust (Kölner Schauspielhaus)
- 1999–2001: Die Banditen (Oper Köln)
- 2001: Disneys Glöckner von Notre Dame (Musical Theater am Potsdamer Platz, Berlin)
- 2004: Die Ermittlung (Theater am Sachsenring, in der Uni Köln)
- 2006–2008: Kiss Me, Kate (Musikalische Komödie, Leipzig)
- 2008–2009: Hairspray (Theater St. Gallen, Schweiz)
- 2010: 33 Variationen (Renaissance-Theater, Berlin)
- 2011: Boeing Boeing (Komödie Düsseldorf)
- 2013: Richtfest, Der ideale Mann (Renaissance-Theater, Berlin), Die Csardasfürstin (Seefestspiele in der Waldbühne Berlin)
- 2014–2018: Der Nackte Wahnsinn (Renaissance-Theater, Berlin)
- 2015: Im weißen Rössl (Stadttheater Klagenfurt, Österreich),
- 2015: Vier Hochzeiten und ein Musical – The Drowsy Chaperone (Prinzregententheater, München), Die Csardasfürstin (Operettenhaus Budapest, Ungarn),
- 2015–2018: Entartete Kunst (Renaissance-Theater, Berlin)[4]
- 2017: Eine kleine Sehnsucht – Revue (Staats Oper Berlin)[5]
- 2017–2018: Hochzeit mit Hindernissen – The Drowsy Chaperone (Oper Chemnitz)[6]
- 2018: Der Zauberer von OZ[7] (Stadttheater Klagenfurt, Österreich)
- 2018–2019: Im weißen Rössl[8] (Renaissance-Theater, Berlin)
- 2019: Jesus Christ Superstar – Rockmusical in Concert[9] (Theater am Marientor, Duisburg)
- 2019–2025: Spatz & Engel (Renaissance-Theater, Berlin und Ernst Deutsch Theater Hamburg)[10]
- 2019: Jedermann in Potsdam, Produktion Volksbühne Michendorf (Potsdam St. Nikolaikirche)[11]
- 2020: Don Karlos (Schauspielhaus Köln)
- 2021: Boeing Boeing (Komödie am Altstadtmarkt in Braunschweig)
- 2022: Richard O'Brian's Rocky Horror Show - Tour 2022
- 2022–2023: Sugar - Manche mögens heiß, Musical (Schlosspark Theater Berlin) (Altes Schauspielhaus Stuttgart)[12]
- 2023: Operette Die lustige Witwe (Oper Köln)[13]
- 2024: Sugar - Manche mögens heiß, Musical - Europa-Tour
- 2024: Sister Act - das himmlische Musical - Theaterfestspiele in der Vulkaneifel[14]
- 2024–2025: Jedermann Jedermann Festspiele (Weimar, Berlin, Bayreuth)[15]
- 2024–2025: Berlin, Du coole Sau! - Die Berlin Revue[16]
- 2025: Archaeopteryx – Der Stein vergisst nicht (Bergwaldtheater Weißenburg)[17]

## Filmografie (Auswahl)
- 1984: Im Himmel ist die Hölle los (Spielfilm)
- 1985: Bas-Boris Bode (Fernsehserie)
- 1986: Geschichten aus der Heimat (Fernsehserie) Episode: Der Star des Abends
- 1988: Die Geierwally (Spielfilm)
- 1995: Ein Mann für gewisse Stunden (Fernsehfilm)
- 1996: Das Erste Semester (Spielfilm)
- 1999: Gisbert (Fernsehserie)
- 2000: Die Anrheiner (Florian Finkel; Fernsehserie der ARD; Folge Der beste Ort der Welt)
- 2000: I Love You, Baby (Spielfilm)
- 2000: Schöne Aussichten (Mini-Fernsehserie des ZDF)
- 2001: Ausziehn! (Spielfilm)
- 2004: Derrick – Die Pflicht ruft! (Spielfilm/Animation)
- 2006: Das kleine Arschloch und der alte Sack – Sterben ist Scheiße (Spielfilm/Animation)
- 2012: König des Comics (Dokumentarfilm)
- 2012: Hannah Arendt (Spielfilm)
- 2014: Heldt (Fernsehserie, Folge Feuerteufel)
- 2020: Verrückt nach Meer (ARD Dokumentationsserie)

## Moderation (Auswahl)
- 1992: Filmdosenshow (RTL, zusammen mit Hella von Sinnen)
- 1993: XOV bei VOX
- 1994: Klatschmohn (WDR)
- 1995–2002: Kaffeeklatsch (ZDF)
- 2001–2007: Blond am Freitag (Gastgeber; Comedy-Wochenrückblick des ZDF)
- 2005–2007, 2010, 2011, 2012: ZDF-Fernsehgarten (Klatsch-Experte)
- 2010–2015: ZDF-Frühlingsshow (Society-Experte)
- 2023: ARD Haustierprofis (Moderation)[18]
- 2024: ARD Leben.Live! (Society-Experte)
- 2024: ZDF Fernsehgarten[19]

## Hörbücher (Auswahl)
- 2000: Die fürchterlichen Fünf von Wolf Erlenbruch, Patmos Verlag GmbH & Co. KG, Düsseldorf
- 2004: Der Schwarm von Frank Schätzing, derHörverlag
- 2018: Dr. Knox von Peter Spiegelman, HarperCollins bei Lübbe Audio

## Einzelbelege
1. 1 2 3  Axel Schock und Karen-Susan Fessel: OUT! – 800 berühmte Lesben, Schwule und Bisexuelle. Querverlag, Berlin 2004, ISBN 3-89656-111-1.
2. ↑  Maf Räderscheidt (Memento vom 31. Dezember 2005 im Internet Archive), Stand: 18. Juni 2007
3. ↑  Morgenstern eröffnet Cafe (Memento vom 9. Februar 2011 im Internet Archive) bei koeln.de
4. ↑  Patrick Wildermann: "Entartete Kunst" im Renaissance Theater. In: tagesspiegel.de. 6. Oktober 2015, abgerufen am 22. Mai 2024.
5. ↑  Eine kleine Sehnsucht | Staatsoper Berlin. Abgerufen am 1. Februar 2019.
6. ↑  Musical „Hochzeit mit Hindernissen“ von Lisa Lambert und Greg Morrison – Städtische Theater Chemnitz. Abgerufen am 1. Februar 2019.
7. ↑  Der Zauberer von Oz › Stadttheater Klagenfurt. Abgerufen am 1. Februar 2019.
8. ↑  Kerstin Schweiger: Im weißen Rössl – Ralph Benatzky und.... In: ioco.de. 22. August 2019, abgerufen am 22. Mai 2024.
9. ↑  Jesus Christ Superstar - Premiere in Duisburg. In: amonea-musicalworld.de. 17. April 2019, abgerufen am 22. Mai 2024.
10. ↑  Spatz und Engel - Ernst Deutsch Theater Hamburg. Abgerufen am 28. Mai 2024 (deutsch).
11. ↑  Nicolai Tegeler: JEDERMANN IN POTSDAM Erfolgreiche Premiere am 17.10.2019. In: berliner-woche.de. 20. Oktober 2019, abgerufen am 28. Mai 2024.
12. ↑  Sugar - Altes Schauspielhaus Stuttgart. In: schauspielbuehnen.de. Abgerufen am 28. Mai 2024.
13. ↑  Die Lustige Witwe - Oper Köln. Abgerufen am 28. Mai 2024.
14. ↑  S. W. R. Aktuell: Sister Act: Bühnen-Stars zu Gast in Darscheid. 5. Mai 2024, abgerufen am 16. September 2024.
15. ↑  Jedermann. Abgerufen am 1. Februar 2019 (deutsch).
16. ↑  Berlin, Du coole Sau! Die Berlin-Revue - The Capital Dance Orchestra feat. Sharon Brauner & Meta Hüper/Susi Wiemer. Abgerufen am 13. Dezember 2024.
17. ↑  Werner Falk: Archaeopteryx: Premiere im Bergwaldtheater. In: Falk Report. 14. Juni 2025, abgerufen am 11. August 2025.
18. ↑  „Die Haustierprofis“: Neues Tierformat am Nachmittag mit Ralph Morgenstern. In: landtiere.de. 10. Mai 2023, abgerufen am 28. Mai 2024.
19. ↑  Discofox & Backen. Abgerufen am 17. September 2024.

| Personendaten    | Personendaten                                   |
| ---------------- | ----------------------------------------------- |
| NAME             | Morgenstern, Ralph                              |
| ALTERNATIVNAMEN  | Morgenstern-Nolting, Ralph (vollständiger Name) |
| KURZBESCHREIBUNG | deutscher Moderator, Musiker und Schauspieler   |
| GEBURTSDATUM     | 3. Oktober 1956                                 |
| GEBURTSORT       | Mülheim an der Ruhr                             |